# James Weaver
James Brian Weaver (Londen, 4 maart 1955) is een Brits autocoureur. In 2000 en 2001 werd hij kampioen in de Rolex Sports Car Series. In 1997 won hij de 24 uur van Daytona.

## Carrière
Weaver begon zijn autosportcarrière in 1978 bij de Scorpion Racing School, waarin hij met Formule Ford-auto's reed. In 1980 werd hij professioneel coureur en ging hij in het Europees Formule 3-kampioenschap rijden. In 1982 was hij in de Britse Formule 3 de teamleider van Eddie Jordan Racing en werd hij vijfde in de eindstand, voordat hij in 1983 terugkeerde naar de Europese Formule 3. Ook debuteerde hij dat jaar in de 24 uur van Le Mans, waarin hij voor Mazdaspeed samen met Jeff Allam en Steve Soper tweede werd in de C Jr.-klasse. In 1984 stapte hij over naar de touring cars en kwam hij uit in het British Touring Car Championship (BTCC). In 1985 reed hij in het wereldkampioenschap endurance, en reed hij ook enkele races in de Franse Formule 3 en de Formule 3000. Daarnaast werd hij samen met Richard Lloyd en Jonathan Palmer tweede in de 24 uur van Le Mans bij het team Richard Lloyd Racing.
Tussen 1986 en 1988 nam Weaver deel aan races in de Formule 3000, het World Sportscar Championship, het European Touring Car Championship en de IMSA GT. In 1989 reed hij zijn tweede volledige seizoen in het BTCC bij het BMW Team Finance. Hij werd dat jaar achter John Cleland tweede in de eindstand en was tevens de winnaar van de B-klasse. Tevens nam hij dat seizoen deel aan drie Champ Car-races voor het team Dyson Racing, waarin een elfde plaats op het Stratencircuit Long Beach zijn beste resultaat was. Hierna ging hij vaker in de Verenigde Staten racen, waar hij altijd voor Dyson uitkwam. In deze hoedanigheid reed hij in 1993 zes races in de Indy Lights en werd hij in 1995 tweede in de IMSA GT. In 1996 werd hij met Ray Bellm kampioen in de BPR Global GT Series.
In 1997 won Weaver de 24 uur van Daytona voor Dyson, een zege die hij deelde met Rob Dyson, Butch Leitzinger, Andy Wallace, John Paul jr., Elliott Forbes-Robinson en John Schneider. Mede dankzij deze overwinning werd hij dat jaar derde in de IMSA GT. In 1999 werd hij kampioen in de SR-klasse van de Grand American Rolex Series, en in zowel 2000 als 2001 won hij de titel in diens opvolger, de Rolex Sports Car Series. In 2002 werd hij derde in deze klasse en debuteerde hij ook in de American Le Mans Series (ALMS). Hierna stapte hij definitief over naar de ALMS, een kampioenschap waarin hij in 2004 en 2006 als tweede eindigde in de LMP1-klasse in een inschrijving die hij deelde met Leitzinger. Na het seizoen 2006 maakte hij bekend om zijn carrière als coureur te beëindigen.